# 多萨瓜斯侯爵宫
多萨瓜斯侯爵宫（西班牙語：Palacio del Marqués de Dos Aguas）是西班牙巴伦西亚的一座具有重要历史意义的洛可可贵族宫殿， 位于这座城市最中心的位置之一，由多萨瓜斯侯爵建造，目前归西班牙国家所有，这里是冈萨雷斯·马蒂国家陶瓷和装饰艺术博物馆（Museo Nacional de Cerámica y de las Artes Suntuarias González Martí）的所在地。
贵族骑士唐·弗朗西斯科·佩雷洛斯（Don Francisco Perellós）是托洛萨伯爵（counts of Tolosa）的后裔，在15世纪初与乔安娜·佩雷洛斯（Joanna Perellós）结婚，乔安娜是富有的摩森·吉内斯·德·拉巴萨（Mosen Gines de Rabassa）的独生女。这段婚姻的后代，以拉巴萨·德·佩雷洛斯（Rabas de Perellós）为姓氏。1496年，这一家族通过购买获得多萨瓜斯男爵的爵位，1699年，又由国王卡洛斯二世升格为侯爵。
历史学家说，几个世纪以来，多萨瓜斯侯爵在巴伦西亚，一直被视为贵族和富足的典范，它的财富始于1500年，当时的拉巴萨商人家族开始致富，最初是通过商业手段，然后是通过租赁巴伦西亚自治区政府的权利，即间接捐款合同。拉巴萨·德·佩雷洛家族 继续与巴伦西亚自治区政府合作，同时在巴伦西亚政府中占据高位，并通过与巴伦西亚其他重要的贵族家族通婚，积累技能和重要的遗产。
1743年9月9日，在一个庭院中的发现，使人相信，它所在的空间最初可能是古罗马人用来建造墓地的场地（1到3世纪）。

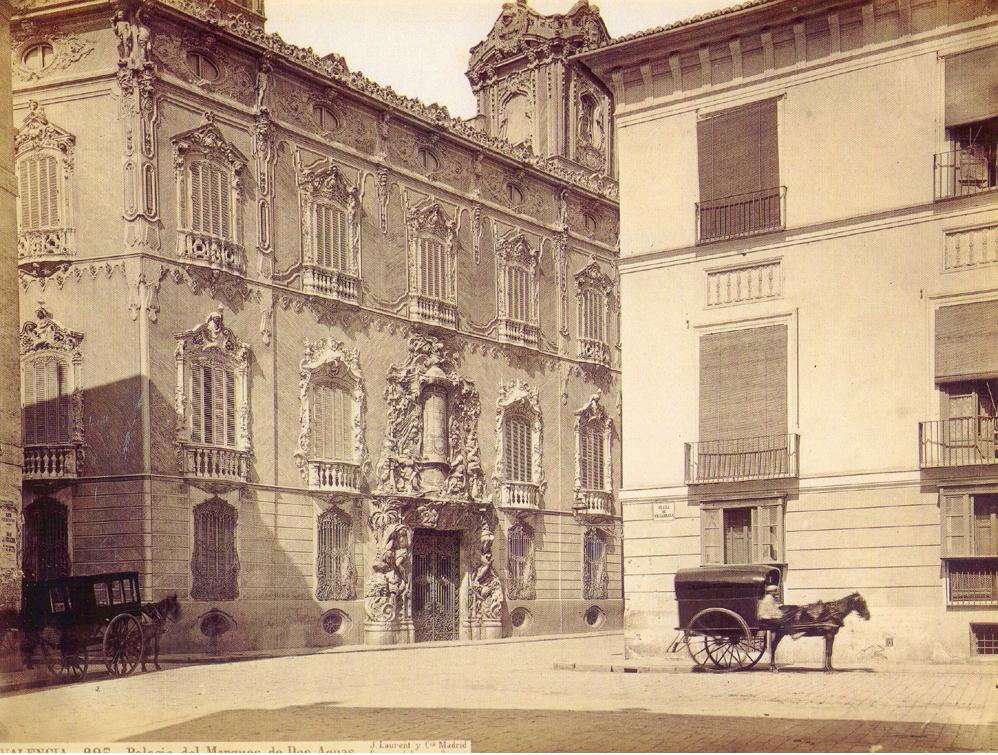
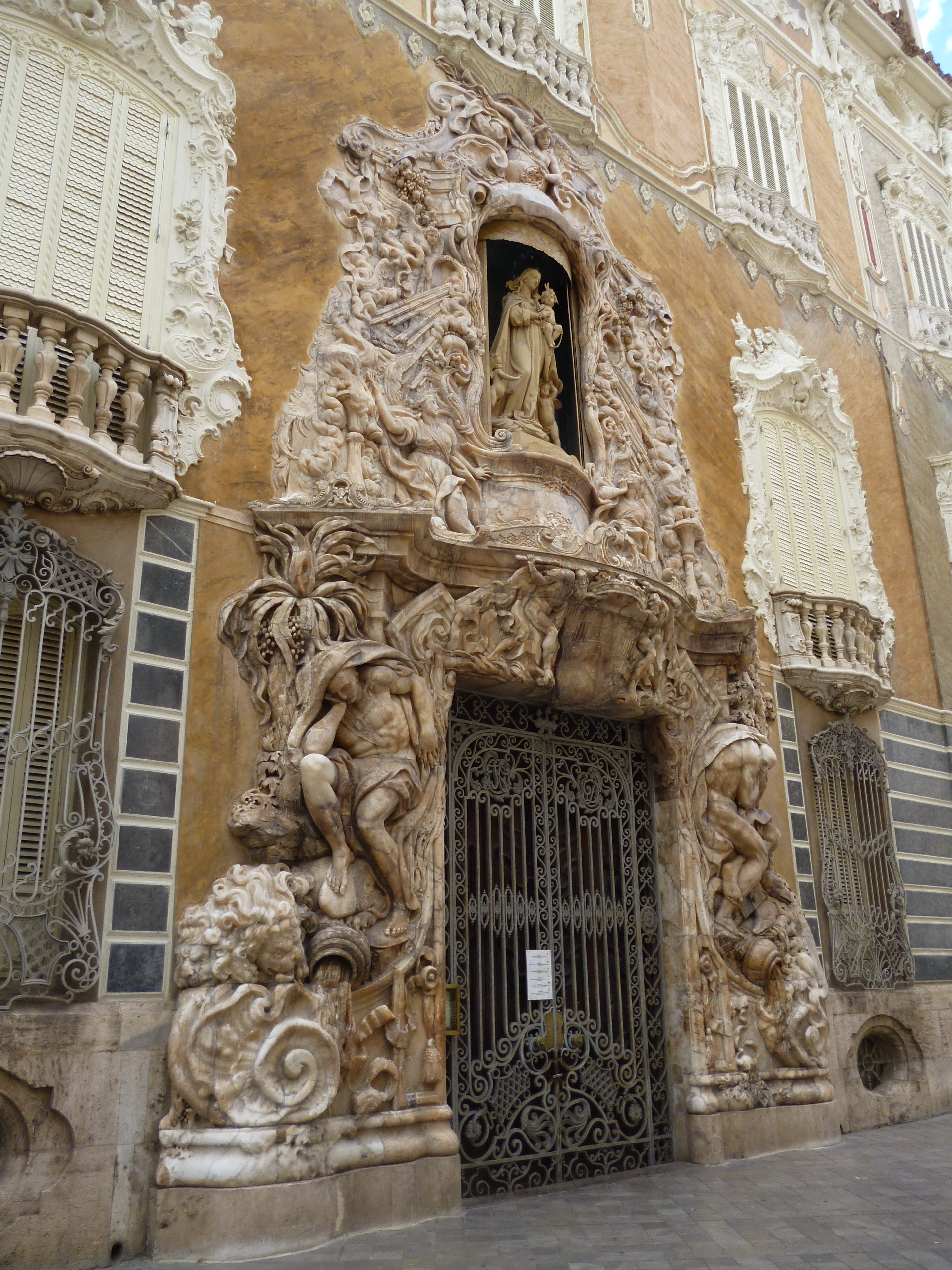
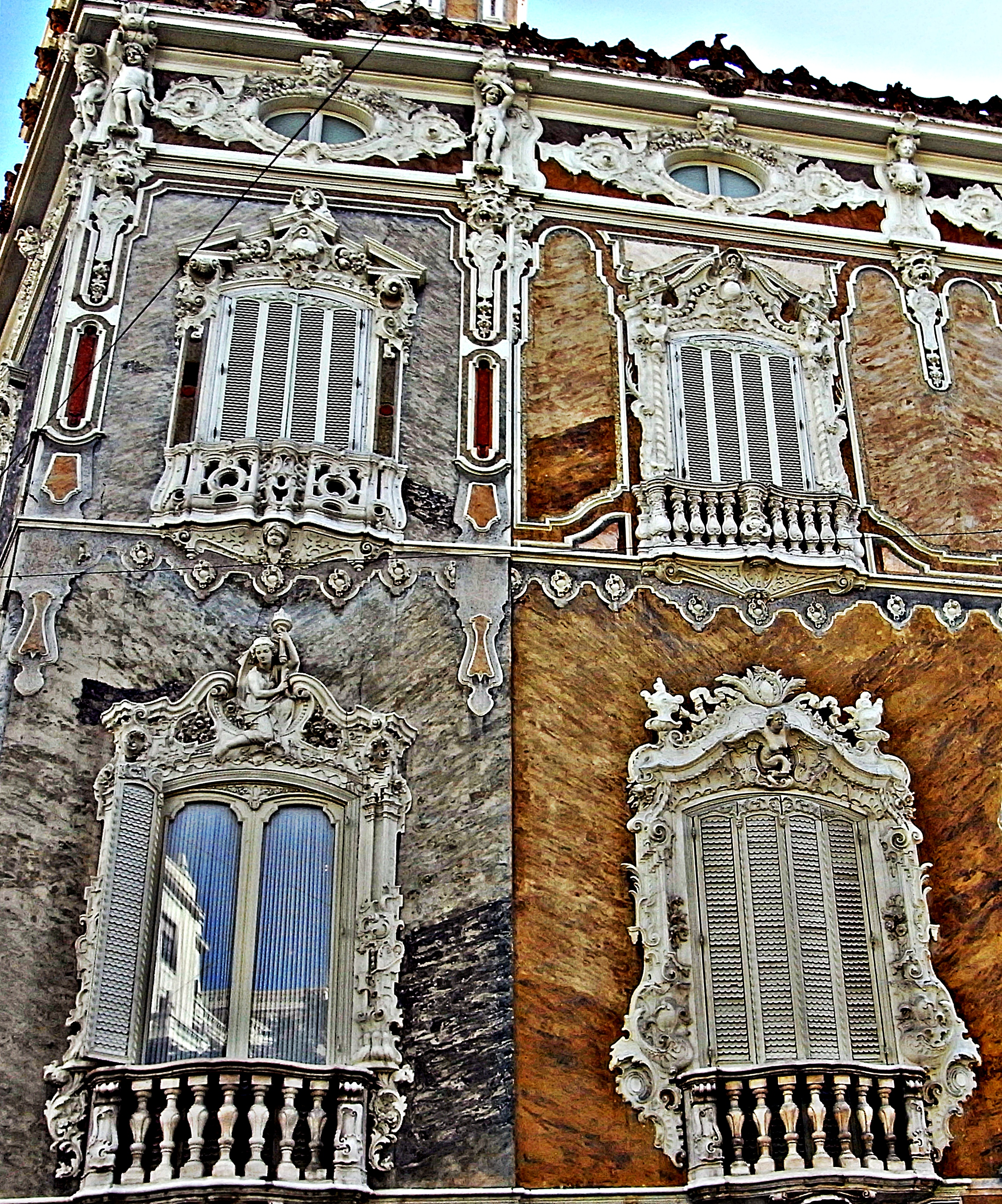
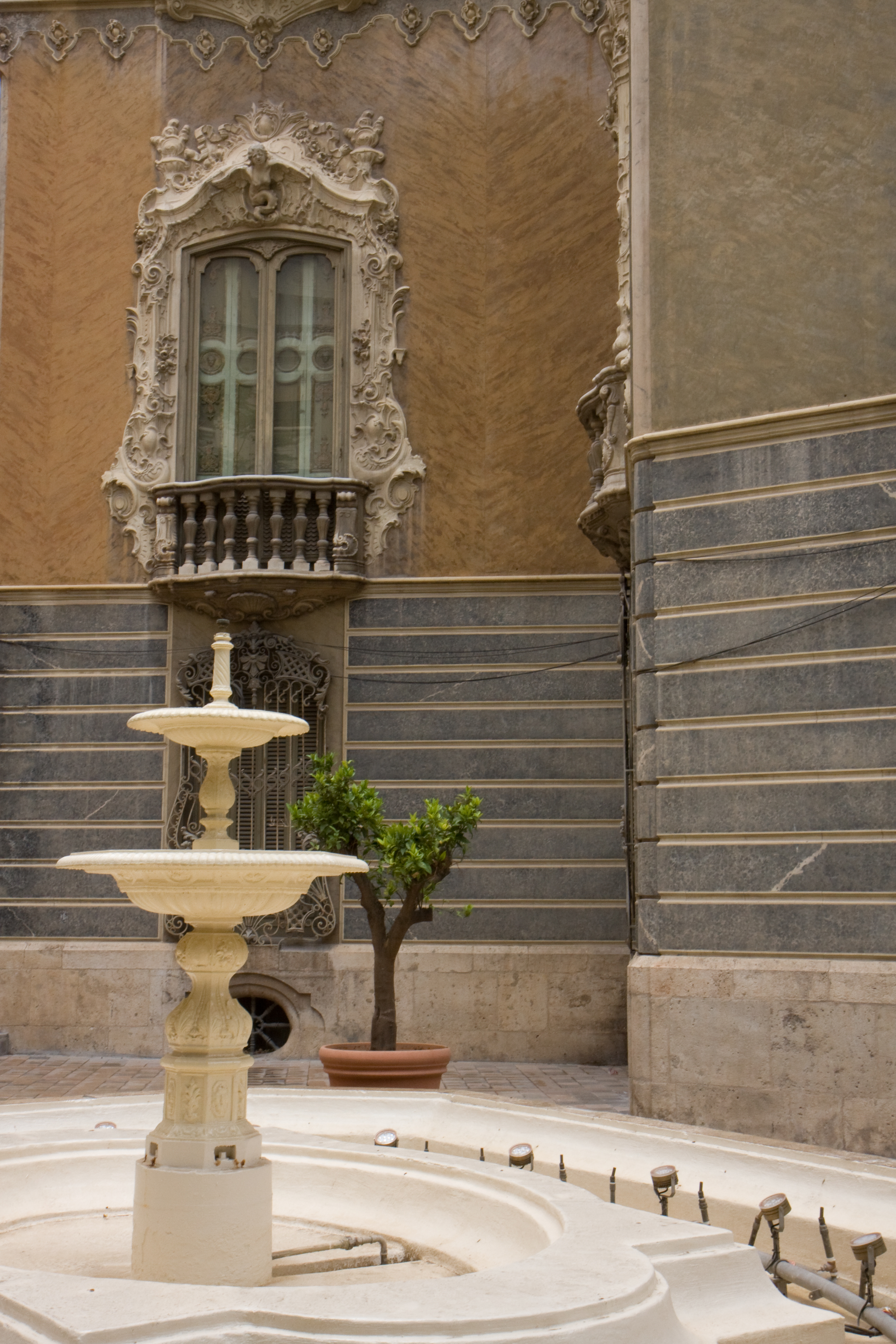
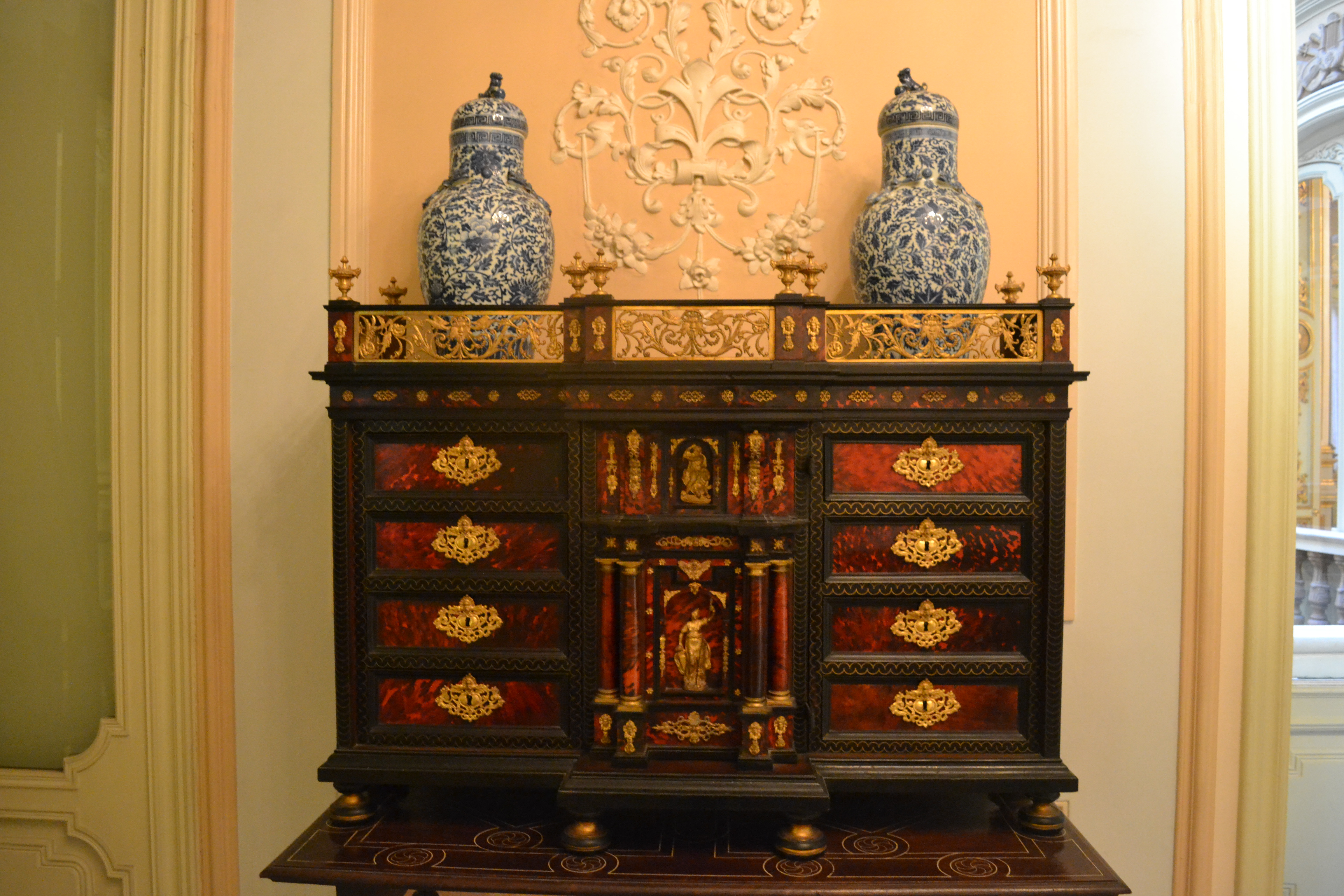